# Patching
Patching är en ort och civil parish i Storbritannien.   Den ligger i grevskapet West Sussex och riksdelen England, i den södra delen av landet, 80 km söder om huvudstaden London. Patching ligger 44 meter över havet och antalet invånare är 259.
Terrängen runt Patching är platt.  Närmaste större samhälle är Worthing, 6,6 km sydost om Patching.